# Pseudapis aliceae
Pseudapis aliceae là một loài Hymenoptera trong họ Halictidae. Loài này được Cockerell mô tả khoa học năm 1935.